# Narodni dom, Trst
Narodni dom v Trstu je bil osrednja kulturna ustanova tržaških Slovencev, pomemben simbol slovenske in tudi slovanske navzočnosti v Trstu. Večnamensko poslopje na Filzijevi ulici 14 v t. i. Terezijanski četrti so zgradili med leti od 1901 do 1904, po načrtih arhitekta Maksa Fabianija, glavni investitor projekta pa je bila Tržaška hranilnica in posojilnica (ustanovljena 1886). Med svojim delovanjem je zgradba gostila številne slovenske organizacije, med njimi društvi Sokol in Edinost.

## Arhitektura
Veliko, v glavnih potezah klasicisistično večfunkcionalno stavbo je Fabiani oblikovno razdelil na dva dela in s tem poudaril dva namena, tako narodnokulturnega kot gospodarskega. V pritličju, mednadstropju in prvem nadstropju, v katerih so bili prostori namenjeni narodnim, družabnim in kulturnim dejavnostim, je pročelje obložil z belim istrskim kamnom, zgornja tri nadstropja, v katerih so bile hotelske sobe, pisarne in stanovanja, pa z dvobarno, temno rdečo in okrasto rumeno opeko, s tem pa ustvaril videz večje stavbe od dejanske.

## Zgodovina

### Požig Narodnega doma
Že leta 1919 so vandali napadli knjižnico v Narodnem domu. 13. julija 1920 so Narodni dom načrtno napadli in požgali italijanski nacionalisti ter fašisti v okviru pogroma nad slovenskimi in slovanskimi ustanovami ter podjetji v Trstu.

### Obnova stavbe
Kot reparacijo za požig Narodnega doma je slovenska narodna skupnost dobila slovensko kulturno središče, pri katerem pa je italijanska vlada financirala le ogrodje stavbe, notranjo opremo so financirale republike Jugoslavije. Med letoma 1988 in 1990 je bil Narodni dom obnovljen in naj bi bil v celoti vrnjen slovenski narodni skupnosti. To se v naslednjih desetletjih ni uresničilo, saj je večino stavbe zasedala Visoka šola modernih jezikov za tolmače in prevajalce Univerze v Trstu. 

### Vrnitev slovenski skupnosti
Leta 2004 se je v poslopje vselilo le slovensko informativno središče. Stavba je bila ob 100. obletnici požiga leta 2020 deklarativno v celoti vrnjena slovenski narodni skupnosti, italijanska vlada je prenos z dekretom potrdila oktobra 2021, pogodba o brezplačnem prenosu fabianijeve palače pa je bila podpisana ob navzočnosti italijanskega predsednika Sergia Mattarelle konec marca 2022.